# カムタイ・シーパンドーン
カムタイ・シーパンドーン（ラーオ語: ຄຳໄຕ ສີພັນດອນ / Khamtai Siphandone, 1924年2月8日 - 2025年4月2日）は、ラオスの軍人、政治家。ラオス人民軍大将。第2代ラオス人民革命党中央委員会議長、第2代ラオス人民民主共和国首相、第4代ラオス人民民主共和国主席などの要職を歴任し、カイソーン・ポムウィハーン亡き後のラオスの最高指導者としての地位を占めた。

## 略歴
フランス領インドシナ連邦統治下のチャンパーサック王国（現在のチャンパーサック県）に生まれる。カムタイが生まれた当時、ラオスは北部のルアンパバーン王国と南部のチャンパーサック王国に分裂していた。第二次世界大戦後の1946年、フランスが主導してルアンパバーン王国を母体とする統一国家ラオス王国が誕生し、カムタイの故郷であるチャンパーサック王国は消滅した。ラオス王国はフランス連合内での独立を果たしたのみであり、国内では反仏・独立運動が高まっていった。カムタイも独立運動に参加し、その過程で左派勢力に加わっていく。
1954年にインドシナ共産党員となっていたカムタイは、1955年のラオス人民党結成に参加し、1957年から1959年にかけて人民党中央委員会事務局長を務める。ラオス内戦が激化していった1960年、党中央軍事責任者兼パテート・ラーオ軍総司令官として内戦を戦い抜く。内戦末期の1972年2月に開催された第2回党大会でラオス人民党はラオス人民革命党に改組されたが、カムタイはこの党大会で政治局員に選出されて党内序列第5位となった。
ラオス王国を打倒したパテート・ラーオは、1975年12月2日にラオス人民民主共和国を建国。カムタイは副首相兼国防大臣・ラオス人民軍（建国当初はラオス人民解放軍）総司令に任命され、大将の階級を得た。1991年3月の第5回党大会で政治局員に再選されて党内序列を第3位まで上昇させたカムタイは、同年8月15日、国家主席に就任したカイソーン・ポムウィハーンの後任として首相に就任。翌年11月21日にカイソーン・ポムウィハーン国家主席兼党議長が死去したため、11月24日、首相在職のまま後任の党議長に選出されて、事実上ラオスの最高指導者となった。1998年2月24日には国家主席に就任し、名実ともに党と国家の最高位を占めた。
2006年3月21日に党議長を退き、同年6月8日には国家主席も退任して、最高指導者の地位を後任のチュンマリー・サイニャソーンに譲った。
2025年4月2日、ヴィエンチャンの自宅で死去。101歳没。政府は4月3日から7日までを哀悼期間とした。葬式は4月7日を予定。

## 政治姿勢
- カムタイは権力バランスに配慮しつつも、党の最高意思決定機関である政治局を自身の権力基盤である軍部やシーサワット・ケーオブンパンなどの腹心で固めるなど、個人的関係を重視して党内ヒエラルキーを構成した。つまり指導部を個人化することで支配体制を安定させていったのである[5]。
- 首相在任中の1997年7月23日には東南アジア諸国連合に正式に加盟するなど、カムタイはラオスの国際的地位向上と経済開放に努めた。農業政策についても、2001年3月の第7回党大会において、国土を荒廃させる焼畑農業や麻薬の温床となるケシ栽培の根絶を表明するなど、改善をめざした[6]。一方で政治改革については、第7回党大会以降世代交代を進めていったが、党内における多元主義を否定し、マルクス・レーニン主義を固持してラオス人民革命党による一党支配体制を堅持するなど、改革には否定的であった。